# 乳清酸核苷-5'-磷酸脱羧酶
乳清酸核苷-5'-磷酸脱羧酶（英語：Orotidine 5'-phosphate decarboxylase，缩写ODCase，简称OMP脱羧酶，OMP decarboxylase，或乳清苷酸脱羧酶orotidylate decarboxylase） 是嘧啶生物合成过程中的一种酶，催化單磷酸乳清苷（OMP）的脱羧反应生成單磷酸尿苷（UMP）。这一过程是嘧啶核苷酸的“从头合成”（de novo）中不可缺少的一步。OMP脱羧酶具有极高的催化效率，也作为酵母菌株工程筛选指标。
|  |